# Prowincja Ghardaja
Prowincja Ghardaja (arab. ولاية غرداية, berb. Taγerdayt, fr. Ghardaïa) – jedna z 48 prowincji Algierii, znajdująca się w centralnej części kraju.